# El Nene

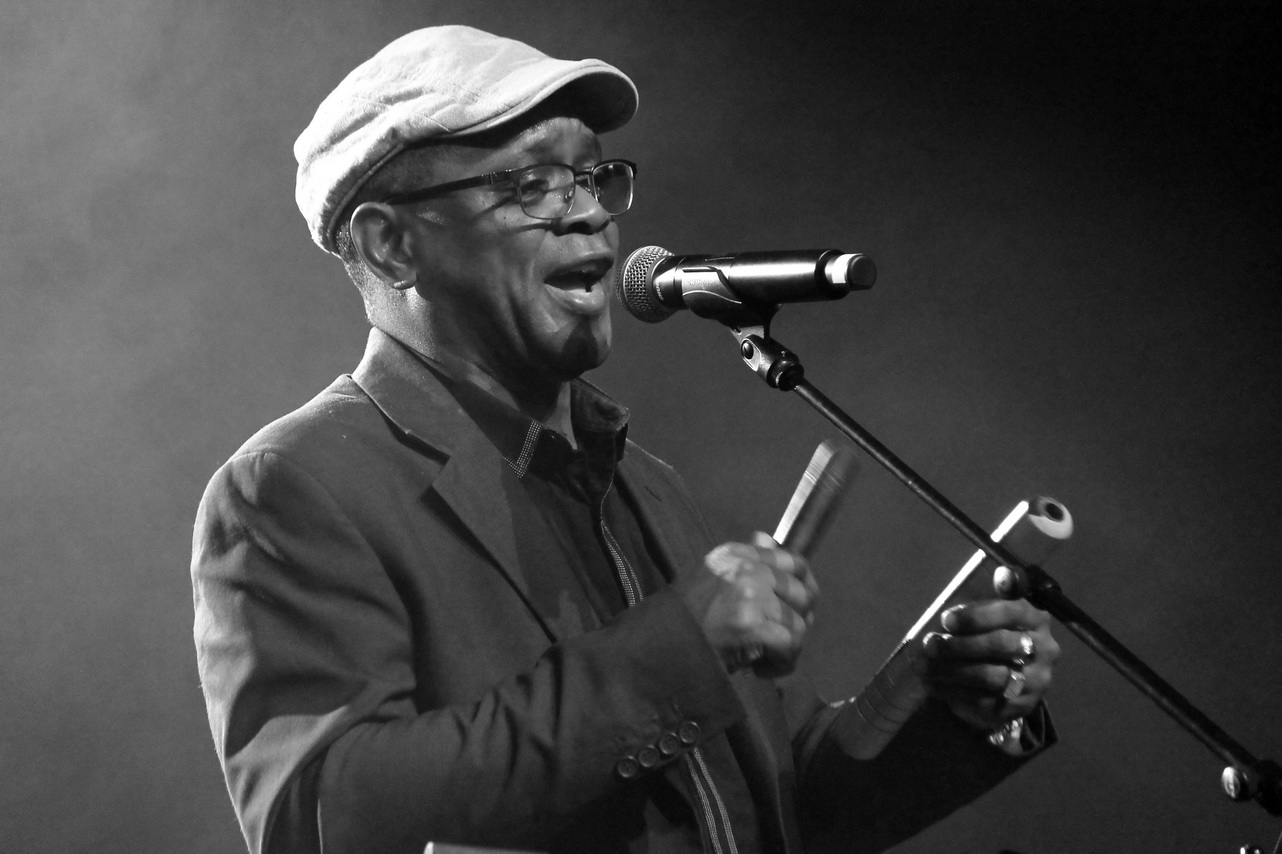
El Nene in St. Ingbert 2019

El Nene (* 1960 in Havanna bürgerlicher Name: Pedro Lugo Martínez) ist ein kubanischer Sänger des Son Cubano.

## Leben
El Nene (spanisch „das Baby“) war ab Anfang der 1980er Jahre als Sänger und Percussionist in verschiedenen kubanischen Rumba oder Son-Gruppen aktiv. 1994 gründete er mit Ernesto Reyes Proenza das Septett Jóvenes Clásicos del Son, mit der er internationale Tourneen unternahm.
2004 wurde er in dem Dokumentarfilm Música cubana des argentinischen Regisseurs German Kral vorgestellt. 2006 gründete er sein eigenes Septett Son del Nene.

## Diskografie (Auswahl)
- 2002: Me Voy Contigo
- 2008: Mi Deseo (mit Son del Nene)
- 2009: Lagrimas de Amor
- 2018: Baila y Goza (mit Son del Nene)